# 小行星9104
小行星9104（英語：9104 Matsuo）是一颗围绕太阳公转的小行星。1996年12月20日，小林隆男在大泉天文台发现了此天体。
这颗小行星的绝对星等为57.05026等。